# Дом-музей Ци Байши (Сянтань)
Дом-музей Ци Байши (кит. трад. 齊白石故居, упр. 齐白石故居, пиньинь Qí Báishí Gùjū) открыт в Сянтане в декабре 2001 года.

## Описание
В 1996 году дом в Сянтане, где родился и жил до 36 лет Ци Байши, был включен в список культурного наследия провинции Хунань. После реставрационных и восстановительных работ в декабре 2001 года здесь был открыт музей.
Музей расположился в нескольких постройках фермы, выполненных в традиционном архитектурном стиле, общей площадью 200 м².